# Dyknagle
En dyknagle anvendes af tømrere og snedkere til neddykning af søm og dykkere, således at hovedet (af sømmet) kommer ned under overfladen af emnet.

## Funktion
Dyknaglen sættes med den spidse ende på sømmets (dykkerens) hoved, og med en hammer bankes på den firkantede ende, indtil tilstrækkelig dykning er opnået.